# Liste der Mitglieder der National Academy of Sciences/1901
Im Jahr 1901 wählte die National Academy of Sciences der Vereinigten Staaten von Amerika 13 Personen zu ihren Mitgliedern.

## Neugewählte Mitglieder
- George Becker (1847–1919)
- Édouard Bornet (1828–1911)
- James M. Cattell (1860–1944)
- Alfred Cornu (1841–1902)
- Archibald Geikie (1835–1924)
- Jacobus H. Hoff (1852–1911)
- Pierre J. Janssen (1824–1907)
- Friedrich Kohlrausch (1840–1910)
- Hugo Kronecker (1839–1914)
- Maurice Loewy (1833–1907)
- Eliakim Moore (1862–1932)
- Edward L. Nichols (1854–1937)
- T. Mitchell Prudden (1849–1924)